# 3分勝負15ラウンド
『3分勝負15ラウンド』（さんぷんしょうぶじゅうごラウンド）は、1976年10月2日から同年12月25日までフジテレビ系列局で放送されていたフジテレビ製作のバラエティ番組である。放送時間は毎週土曜 22:00 - 22:54 （日本標準時）。

## 概要
ドラマ枠『ゴールデンドラマシリーズ』を一旦中断した上で開始した番組。人間が心理的に耐えられる時間として3分を一区切りとし、バラエティ番組、テレビドラマ、クイズ番組など様々なジャンルの3分番組をプロボクシング（当時の世界タイトルマッチ）の方式で放送していたオムニバスバラエティ番組である。各コーナーの冒頭では、「ラウンド○○！」というアナウンスとともにラウンドガールが札を掲げて登場していた。
コーナーにもお色気要素のあるものが多かったが、上から油が流れるすり鉢に水着姿の女性たちを入れ、上にある商品を目指して這い上がる姿を卑猥にカメラで舐め回すように下から撮影するコーナーがフジテレビ社長（当時は浅野賢澄）の逆鱗に触れ、わずか3か月で番組の打ち切りが決定した。
オープニングとエンディングは、地球儀上で正体不明の男性が砲丸投げの構えをして何かの玉を担いでいる場面を周回で撮影し、地球儀が男性共々回転しているように表現している15秒間の映像。この珍妙な映像のバックでは、オーケストラによるジングルが流れていた。なお、オープニングでは番組タイトルロゴが中央やや下に表示されていたが、エンディングでは毎週の放送終了時のエンドカードとしてタイトルロゴが縮小化されて左上に移動し、右下に「次回をお楽しみに」の文字が追加されていた。最終回のみ「終」の文字が右下に大きく表示されていた。

## 司会
- 愛川欽也
- 藤村俊二
- せんだみつお

## スタッフ
番組全体としてのスタッフロールを表示せず、各コーナーにて場合によっては表示という形を採っていた。

## コーナー
- ラッシュアワークイズ
- あの人は今 - ターザンや月光仮面といった著名漫画キャラのその後を見せるコント。
- のぞき女風呂
- 勝ち抜き大笑いマッチ
- 松本ちえこの悲しい物語 - この番組唯一のメロドラマ。
- カクテル講座
- おさわりテレビ
- イカサマ麻雀
- 囲碁対局
- 将棋名人戦
- 大勝負つぼふり
- まる見え女蟻地獄 - ミニスカート姿の一般女性が透明のアクリルで作られたすり鉢に入り、合図と共に這い上がって、すり鉢状の上の賞品（家電商品、ダイヤモンドの指輪など）を獲得するゲーム[1]。
- 田辺一鶴の3分講談 - タイムアップになると台が壊れ、一鶴は下のプールへ落ちる。
- マルキン玉つぶし[2] - ミニスカート姿の一般女性が、お尻で風船を割って○に金のマークが書かれた紙を探すゲーム。
- マルキン玉さがし[2] - 大勢の女性が上から大量に落ちてくるピンポン玉の中から○に金のマークの付いたものを探すゲーム。
- ほか

## 放送局
- フジテレビ - 土曜 22:00 - 22:54
- 富山テレビ - 土曜 22:00 - 22:54[3]
- 石川テレビ - 土曜 22:00 - 22:54[3]
- 福井テレビ - 土曜 22:00 - 22:54[3]

ほか